# Монтефорте-Ірпіно
Монтефорте-Ірпіно (італ. Monteforte Irpino) — муніципалітет в Італії, у регіоні Кампанія,  провінція Авелліно.
Монтефорте-Ірпіно розташоване на відстані близько 220 км на південний схід від Рима, 40 км на схід від Неаполя, 7 км на південний захід від Авелліно.
Населення — 11 400 осіб (2014).
Щорічний фестиваль відбувається 11 листопада. Покровитель — Святий Мартин.

## Демографія
Населення за роками:

Станом на 1 січня 2023 року в муніципалітеті офіційно проживали 522 іноземці з 44 країн, серед них 177 громадян країн Євросоюзу та 85 громадян України.

## Сусідні муніципалітети
- Авелліно
- Контрада
- Форино
- Меркольяно
- Моск'яно
- Муньяно-дель-Кардінале
- Таурано
- Вішіано